# Charonne
Charonne è l'80º quartiere amministrativo di Parigi, situato nel XX arrondissement. È stato un comune autonomo fino al 1860, quando è stato aggregato a Parigi da Napoleone III.